# 約翰·施奈德-阿曼
约翰·尼克劳斯·施奈德-阿曼（德語：Johann Niklaus Schneider-Ammann；1952年2月18日—），是一名瑞士政治人物、瑞士自由民主黨黨員。
施奈德-阿曼是伯恩州蘇米斯瓦爾德一名兽医的兒子，1977年在苏黎世联邦理工学院電機工程學系畢業，1983年於法國的英士國際商學院獲得工商管理碩士；1999年他以瑞士自由民主黨黨員身份晉身瑞士國民院。
2010年瑞士聯邦議會選舉中，他當選為瑞士聯邦委員會委員，繼承漢斯-魯道夫·梅爾茨的席位。

## 外部連結
- 维基共享资源上的相關多媒體資源：約翰·施奈德-阿曼

| 官衔                            | 官衔                                | 官衔                       |
| ------------------------------- | ----------------------------------- | -------------------------- |
| 前任者： 漢斯-魯道夫·默茨       | 瑞士聯邦委員會委員 2010年－2018年   | 繼任者： 卡琳·凯勒-祖特尔  |
| 前任者： 伊夫琳·威德默-施倫普夫 | 瑞士联邦经济事务部部长 2010－2018年 | 繼任者： 居伊·帕姆兰       |
| 前任者： 西莫妮塔·索馬魯加      | 瑞士聯邦副總統 2015年               | 繼任者： 多麗絲·洛伊特哈德 |
| 前任者： 西莫妮塔·索馬魯加      | 瑞士聯邦總統 2016年                 | 繼任者： 多麗絲·洛伊特哈德 |